# Hanibalijan
Hanibalijan († 337.), puno ime Flavius Hannibalianus, bio od 335. do svoje smrti Kralj Kraljeva (Rex Regum) na Istoku Rimskog Carstva.
Hanibalijan je bio sin Flavija Dalmacija, polubrata Konstantina I. Velikog, i brat  Dalmacija. Zajedno je sa svojim bratom odgojen u Tolosa od Rhetor Exsuperius. 330. godine se zajedno sa svojom obitelji preselio u Konstantinopol na dvor svoga strica Konstantina I. Velikog.
Konstantin je proglasio Hanibalijana vir nobilissimus i dao mu svoju kćer Konstanciju za ženu. Konstantin ga je još proglasio Rex Regum et Ponticarum Gentium. 